# Хикман (окръг, Тенеси)
Окръг Хикман (на английски: Hickman County) е окръг в щата Тенеси, Съединени американски щати. Площта му е 1588 km², а населението – 22 295 души (2000). Административен център е град Сентървил.